# La Rubiola
La Rubiola és un nucli de població de Veciana (Anoia) inclòs a l'Inventari del Patrimoni Arquitectònic de Catalunya.

## Descripció
Les entitats històriques del terme (de Veciana) han estat tradicionalment els castells de Miralles, de Montfacló, de Segur i de Veciana, amb les seves respectives parròquies, i les quadres o entitats menors de Santa Maria del Camí, Castellnou del Camí, Durban, Vilamajor, Sant Pere Desvim o Sant Puvim, La Rubiola, Balsareny de Segarra o Balsarell, Secanella, la Clau de Miralles i el Còdol o la Calçada... La Rubiola és un petit conjunt model de la típica estructura dels minúsculs agrupaments humans que caracteritzen aquest país.

## Notícies históriques
És impossible de parlar d'una història o d'una evolució comuna a tot el terme, perquè moltes de les entitats que formen el municipi no s'hi van integrar fins al 1840 i abans no hi tenien cap lligam. Depenia de Veciana la capella de Santa Llúcia de la Rubiola, situada prop de la Casa Riera de la Rubiola, on eren enterrats els hereus del dit mas. La Rubiola forma un carrer o agrupament de tres o quatre cases, situat a ponent del terme, al peu de la carretera de Calaf a la Panadella. Pertanyia a l'antiga demarcació de Montfalcó el Gros.